# Linda Ferga-Khodadin
Linda Ferga-Khodadin, född den 24 december 1976, är en fransk friidrottare som tävlar i häcklöpning och längdhopp.
Ferga-Khodadins främsta meriter är från inomhustävlingar. Två gånger har hon blivit europamästare på 60 meter häck och vid inomhus-VM 2004 blev hon bronsmedaljör på 60 meter häck. Hon har även blivit bronsmedaljör i längdhopp vid inomhus-EM 1998.
Utomhus på 100 meter häck var hon i final vid Olympiska sommarspelen 2000 där hon slutade på en sjunde plats. Sjua blev hon även vid VM 2001 i Edmonton. Hon deltog vid Olympiska sommarspelen 2004 men blev där utslagen redan i försöken.

## Personliga rekord
- 60 meter häck - 7,82
- 100 meter häck - 12,66
- Längdhopp - 6,75 (inomhus 6,78)